# Chupan
Amīr Chūpān Soldūz (in persiano امیر چوپان سلدوز‎; ottobre 1262 – Herat, novembre 1327) è stato un generale mongolo.
Noto anche semplicemente come Chupan, Choban o Coban, fu un nobile dell'Ilkhanato di Persia e generale dell'esercito mongolo al servizio di tre successivi Īlkhān: Ghāzān, Oljeitu e Abū Saʿīd, nonché eponimo della Dinastia Chupanide.

Suo padre si chiamava Malek e apparteneva al clan mongolo dei Solduz. Un suo antenato era Chila'un (mongolo in alfabeto cirillico Чулуун, ossia "Pietra"), che era stato uno dei quattro "grandi compagni" di Gengis Khan.

## Ascesa al potere
Chūpān fu ricordato per la prima volta dalle cronache del tempo per essere stato un sostenitore di Gaykhātū durante la vittoriosa campagna militare di questi per il trono ilkhanide. Nel corso del combattimento per la contesa del trono tra Ghāzān e Baydu nel 1295, Chūpān incontrò Gaykhātū presso il castello di Ustunavand. Chūpān servì sotto Ghāzān e partecipò alla sua campagna contro l'Emiro ribelle Nawrūz. Agì come comandante in capo durante tre diverse campagne militari di Ghāzān contro la Siria, all'epoca sotto dominio mamelucco. Nel corso di una di tali operazioni, l'esercito di Chūpān, sotto il comando dell'ufficiale di Ghāzān, Qutlugh Shah, fu sconfitto dai Mamelucchi nella battaglia di Marj al-Saffar (1303). Quando Qutlugh Shah fuggì, Chūpān rimase coi suoi guerrieri sul campo di combattimento e raggiunse in giugno il suo signore Ghāzān. L'Īlkhān, furioso per la disfatta, punì tanto Qutlugh Shah quanto Chūpān, sebbene l'ultimo in modo più lieve.
Nel 1305 Chūpān sposò la figlia del successore di Ghāzān, Oljeitu, che si chiamava Dowlandi Khatun. Nel 1307 a lui fu affidato il comando di uno dei quattro corpi militari organizzati per piegare la ribelle provincia del Gilan. Marciando da Ardabil, egli convinse i governanti di Astara e Gaskar ad arrendersi pacificamente, per poi incontrarsi con Oljeitu. La compagine di Qutlugh Shah, tuttavia, non ebbe vita facile e anzi il generale ilkhanide cadde ucciso dai Gilaki. A seguito di questa morte, Oljeitu promosse Chūpān comandante in capo dell'intero suo esercito, o Amīr dell'Ulus Chūpān acquistò così maggior influenza all'ombra del trono, sebbene dovesse confrontarsi coi vari vizir della corte. Quando Oljeitu morì nel 1316, il figlio e successore Abū Saʿīd confermò Chūpān nella sua carica, malgrado le mene di Amir Sevinch di guadagnare per sé quella posizione eminente.

## Ascesa e caduta sotto Abū Saʿīd
Chupan cercò di neutralizzare l'influenza dei vizir. Nel 1318, riuscì a convincere il discreditato antico vizir Rashid al-Din Hamadani a tornare nella corte ilkhanide. Rashīd al-Dīn, che aveva molti nemici, fu accusato di aver avvelenato Oljeitu subito dopo il suo ritorno a Tabriz. Chūpān prontamente lo abbandonò al suo destino e Rashīd al-Dīn fu messo a morte nel luglio di quell'anno.
Nel 1319, eserciti al comando del Khan dell'Orda Blu, Öz-Beg (Uzbek Khan), invasero l'Ilkhanato. Abū Saʿīd guidò una campagna militare per bloccare quell'invasione mentre Chūpān stava aiutando Amīr Ḥusayn (padre del fondatore della Dinastia Jalayride, Hasan-e Bozorg) a fronteggiare le incursioni del principe Chagatai Yasa'ur, che stava devastando il Grande Khorasan, ma tornò per aiutare il suo sovrano Abū Saʿīd non appena venne a sapere che le sue posizioni lungo il fiume Kur River erano messe in pericolo dal nemico. Numerosi ufficiali di Abū Saʿīd avevano disertato, lasciando indebolito il suo esercito. Chūpān accorse sulla linea difensiva dell'Īlkhān, solo per scoprire che le truppe dell'Orda Blu erano entrate già in combattimento. Nondimeno, Chūpān inflisse al nemico pesanti perdite.
Quando Chūpān chiese la punizione di Qurumshi (che era anche un suo potenziale rivale), come pure di vari altri ufficiali per la loro grave negligenza militare, fu ordita ai suoi danni una cospirazione ai suoi danni. Tra i complottatori figuravano lo zio di Abū Saʿīd, Irenjin, che Chūpān aveva fatto allontanare della sua carica di Governatore del Diyar Bakr. Col totale sostegno dell'Īlkhān, Chūpān li affrontò e Irenjin finì con l'essere sconfitto presso Mianeh nel giugno del 1319. In seguito a questi eventi, Chūpān conseguì una quasi completa influenza sull'Īlkhān e i suoi figli ottennero posizioni di spicco in un Ilkhanato che fu spartito fra loro. Chūpān sposò anche la sorella di Abū Saʿīd, Sati Beg, che gli era stata promessa fin dal 1316. I suoi figli si avvantaggiarono notevolmente di quella situazione e durante l'inverno del, quando Chūpān prese a soffrire sensibilmente di gotta, convinse suo figlio Timurtash, Governatore di Rum, a porre fine alla sua ribellione contro l'Ilkhanato.
Raggiunto l'apice del suo potere, le fortune di Chūpān bruscamente cominciarono a declinare. Da un lato le carenze di cassa di Abū Saʿīd, mentre il figlio di Chūpān e suo rappresentante amministrativo Dimashq Khvāja si abbandonava a spese stravaganti e ingiustificate, ma assai più le incontenibili pulsioni passionali dell'Īlkhān per la figlia di Chupan, Baghdād Khātgūn (promessa sposa dell'Emiro jalayride Ḥasan-e Bozorg, portarono alla pretesa di Abū Saʿīd - basata su una yasa assai contestata - di avvalersi del diritto di possederla prima del matrimonio programmato. Una sorta di ius primae noctis, insomma, che avvelenò i rapporti tra Chūpān e il suo Khān, fortemente ingelosito dai successi del suo sottoposto e deciso a liberarsene dunque per svariati motivi.
Nel 1325 Chūpān sbaragliò un altro attacco militare, compiuto da Öz-Beg, e un'invasione ulteriore da parte dell'Orda Blu. Ai primi del 1326, Chūpān comandò un esercito ilkhanide chiamato a rintuzzare un'imminente invasione del Grande Khorasan. Su richiesta di Abū Saʿīd, il Khagan Yesün Temür premiò Chūpān col titolo ufficiale di comandante in capo di tutti i Canati mongoli. Nell'autunno del 1326, il Khan chagataide Tamashirin Khan attraversò l'Amu Darya (antico Oxus) e fu sconfitto dal figlio di Chūpān, Hasan Kuçek, presso Ghazna. Il vizir Rukn al-Dīn Saʿīd aveva affiancato nel suo viaggio Chūpān, lasciando al figlio di Chūpān, Dimashq Kvāje, l'effettivo controllo della corte ilkhanide. La situazione, a questo punto, bruscamente precipitò. Nell'agosto 1327 Abū Saʿīd uccise infatti Dimashq Kvāje a Soltaniyeh, con la scusa di sue pretese mene con un'antica concubina di Oljeitu.
L'Īlkhān quindi intraprese una campagna di eliminazione degli altri figli di Chūpān mentre questi fuggì e, dopo aver inutilmente tentato di ottenere una tregua grazie ai buoni uffici del capo religioso di Simnan, lo sceicco ʿAlāʾ al-Dawla, dopo essere stato abbandonato dagli stessi uomini che lo avevano osannato per anni, e dopo un estremo tentativo d'intercessione affidato alla moglie Sati Beg, fu costretto a rifugiarsi presso il kartide Ghiyāth al-Dīn, dubbioso se raggiungere la Transoxiana o il Khorasan. Il Kartide pur sempre sottoposto alla potestà ilkhanide, non esitò a catturarlo e a consegnarlo agli uomini di Abū Saʿīd che lo strangolarono insieme al figlio Jela'u Khān.
Ghiyath fece poi recapitare le dita di Chūpān all'Īlkhān, come prova dell'avvenuta esecuzione.
 
Il generale fu poi inumato a Medina, nel cimitero di al-Baqīʿ al-Gharqad, sotto la supervisione della figlia Baghdad Khātūn.
Negli anni seguenti numerosi figli di Chūpān furono uccisi.

## Figli di Chūpān
- Ḥasan Kuçek
- Timurtash
- Dimashq Kvāje
- sceicco Maḥmūd
- Baghdād Khātūn (figlia)

da Dulandi Khātūn:
- Jela'u Khān

da Korducin (probabilmente seconda moglie):
- Siuksah
- Yagi Basti
- Nawrūz

da Sati Beg:
- Surgan